# 别尔哥罗德区

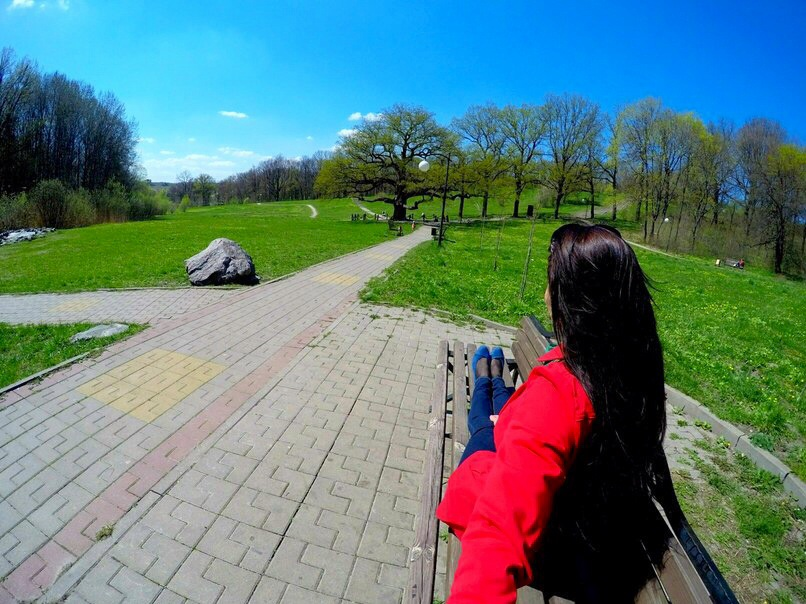

别尔哥罗德区（俄语：Белгородский район）是俄罗斯联邦别尔哥罗德州下辖的一个区，由別爾哥羅德州負責管轄，面積1,472平方公里。其行政中心为迈斯基。据2016年统计，该区的人口为116297人。